# Taveuniprachtlamprolia
De taveuniprachtlamprolia (Lamprolia victoriae) is een zangvogel uit de familie Rhipiduridae (waaierstaarten). Het is een endemische vogelsoort van de Fiji-eilanden.

## Kenmerken
De taveuniprachtlamprolia is een kleine, zwarte vogel die ongeveer 12 cm lang is en gemiddeld 21 gram weegt. Het is een gedrongen vogel met lange, ronde vleugels en een korte afgeronde staart. Het verenkleed van het mannetje is zwart met een zijdeglans. Op de rug is een witte vlek, ook met een zijdeglans; deze vlek loopt door tot ver in de staart. Op de kruin en de borst hebben de veren een blauwe metaalglans. Het vrouwtje lijkt op het mannetje, maar mist de glans in het verenkleed. De onvolwassen vogels zijn ook doffer gekleurd. Deze soort is iets groter en minder glanzend dan de nauw verwante natewaprachtlamprolia (L. klinesmithi).

## Verspreiding en leefgebied
De taveuniprachtlamprolia komt voor op het eiland Taveuni in het noorden van de Fiji-archipel. Een nauw verwante soort de natewaprachtlamprolia (L. kleinschmidti) van het eiland Vanua Levu is als aparte soort afgesplitst.
Het is een vogel van ongestoord regenwoud, maar ook wel in kleine stukken bos, uitgekapt oerwoud en plantages die grenzen aan bossen. Daarin komt de vogel in lagere dichtheden voor. De vogel foerageert op ongewervelde dieren in de onderste etages van de boomkronen in het bos.

## Status
De taveuniprachtlamprolia heeft een klein verspreidingsgebied en daardoor alleen is er kans op uitsterven. De grootte van de populatie is in het jaar 2000 gekwantificeerd en wordt geschat op 5000 tot 8000 paar. De taveuniprachtlamprolia gaat in aantal achteruit door aantasting van het leefgebied. Op de Fiji's worden bossen gekapt en omgezet in cultuurland of plantages met exotische boomsoorten. Om deze redenen staat de prachtlamprolia als gevoelig op de Rode Lijst van de IUCN.